# Lepadella monodactyla
Lepadella monodactyla är en hjuldjursart som beskrevs av Berzinš 1960. Lepadella monodactyla ingår i släktet Lepadella och familjen Lepadellidae.

## Underarter
Arten delas in i följande underarter:
- L. m. braziliensis
- L. m. monodactyla